# Pantaleone da Confienza
Pantaleone da Confienza, o Pantaleone Confienza (Confienza, anni 1420 – ...), è stato un medico e diplomatico italiano.
Egli viene ricordato principalmente per la sua Summa lacticiniorum (1477), uno dei primissimi trattati compiuti e coerenti sul latte e i suoi derivati.

## Biografia
Pantaleone da Confienza nacque nel secondo decennio del XV secolo. Fu professore presso le Università di Vercelli, Pavia e Torino, nonché archiatra e consigliere al servizio di Ludovico di Savoia, Guglielmo VIII e Bianca di Monferrato, moglie di Carlo I di Savoia, che gli concesse in appannaggio la castellanìa di Carignano. Durante la seconda metà del Quattrocento, Confienza viaggiò in Francia, Svizzera, Germania, Inghilterra e Fiandre, ove studiò scienze e annotò le informazioni di cui si servirà per scrivere le sue opere future, e favorì l'arte tipografica in Piemonte, incoraggiando l'operato di Jean Fabre e Giovanni di Pietro.
Nel 1477 Confienza pubblicò quella che è considerata la sua opera più importante, ovvero Summa lacticiniorum, sive Tractatus varii de butyro, de caseorum variarum gentium differentia et facultate, in cui vengono classificati e analizzati i vari tipi di latte, latticini e razze bovine del tempo, e che presenta la prima monografia conosciuta dedicata al latte e ai formaggi. L'opera, la prima del suo genere in Europa, ebbe grande fortuna: fu infatti pubblicata in più edizioni, verrà citata da vari eruditi e medici, fra cui Symphorien Champier, Carlo Denina, Vincenzo Malacarne e Girolamo Tiraboschi, e influirà sensibilmente sulla tecnica casearia. Nel 1484, il medico vercellese pubblicò il Pillularium omnibus medicis quam necessarium, trattato in cui vengono descritte le forme in cui si presentano i farmaci e ove si sostiene che l'utilizzo di pillole e pastiglie può ricondurre alla norma una funzione alterata dell'organismo e curare le lesioni. La data di morte di Pantaleone da Confienza è ignota.

## Opere
- Summa lacticiniorum, sive Tractatus varii de butyro, de caseorum variarum gentium differentia et facultate, 1477.
- Pillularium omnibus medicis quam necessarium, 1484.